# Jamraj pręgowany
Jamraj pręgowany (Perameles gunnii) – gatunek niewielkiego ssaka z podrodziny jamrajów (Peramelinae) w obrębie rodziny jamrajowatych (Peramelidae).

## Taksonomia
Gatunek po raz pierwszy zgodnie z zasadami nazewnictwa binominalnego opisał w 1838 roku angielski zoolog John Edward Gray nadając mu nazwę Perameles gunnii. Miejsce typowe według oryginalnego opisu to „Van Diemen’s Land”, tj. Tasmania, w Australii.
Takson siostrzany w stosunku do P. nasuta. Prowadzona jest poważna debata na temat tego, czy kontynentalne i tasmańskie populacje P. gunnii powinny być traktowane jako odrębne podgatunki. Wczesne prace donosiły o niewielkich różnicach morfologicznych między obiema populacjami, ale niektórzy autorzy uważali je za zbyt małe, aby uzasadnić rozróżnienie podgatunków. Różnice na podstawie danych genetycznych i dodatkowa separacja oparta na nDNA i mtDNA sugerują jednak, że uznanie podgatunków jest uzasadnione. Ponieważ oryginalny opis opierał się na okazach z Tasmanii, populacja z Australii kontynentalnej wymagałaby formalnego opisu i nazwania.
Autorzy Illustrated Checklist of the Mammals of the World uznają ten gatunek za monotypowy.

### Etymologia
- Perameles: gr. πηρα pēra ‘kieszeń, torba’; rodzaj Meles Brisson, 1762 (borsuk)[8].
- gunnii: Ronald Campbell Gunn (1808–1881), urodzony w Wielkiej Brytanii, wyemigrował do Australii, prywatny sekretarz gubernatora Tasmanii w 1829 roku, poseł w Tasmanii w 1856 roku, botanik, przyrodnik[9].

## Zasięg występowania
Jamraj pręgowany występuje w północnej i wschodniej Tasmanii, włącznie z Wyspą Bruny; utrzymuje się również (w bardzo małej ilości) w skrajnie południowo-wschodniej Australii (południowa Wiktoria).

## Wygląd
Długość ciała 27–35 cm, długość ogona 7–11 cm; masa ciała 0,5–1,1 kg w Wiktorii i 0,5–1,4 kg na Tasmanii. Ssak podobny do szczura: pysk wydłużony, duże uszy, kończyny krótkie z długimi pazurami. Sierść szorstka, jasnobrunatna lub szara (pasiasta). Brzuch biały.

## Tryb życia
Żyje w lasach i na obszarach trawiastych, jest aktywny nocą. Przeważnie żywi się bezkręgowcami i dżdżownicami, ryjąc pyskiem w ziemi, zręcznie je wykopując. Ciąża trwa ok. 11 dni i jest jednym z najkrótszych okresów występowania u ssaków. W miocie rodzi się maksymalnie 4-5 młodych. Samica ma aż 8 sutków. Młode przez 8 tygodni po porodzie przebywają w torbie lęgowej matki.
Jamraje pręgowane są agresywne, wojownicze i prowadzą samotny tryb życia. Samce jamrajów zajmują ogromne terytoria, przyłączając się do samicy tylko podczas okresu godowego.

## Status zagrożenia
W Czerwonej księdze gatunków zagrożonych Międzynarodowej Unii Ochrony Przyrody i Jej Zasobów został zaliczony do kategorii VU (ang. vulnerable „narażony”).